# Ptychochromis makira
Ptychochromis makira là một loài cá trong họ cichlid. Nó chỉ được biết đến duy nhất ở sông Antainambalana ở phần tận cùng phí bắc của Toamasina ở Madagascar. Nó bị đe dọa do mất môi trường sống và khai thác quá mức, và suy giảm nghiêm trọng trong những năm gần đây. Nó có chiều dài khoảng 15 xentimét (5,9 in).